# 2002 PE153
2002 PE153, também escrito como 2002 PE153, é um objeto transnetuniano que está localizado no Cinturão de Kuiper, uma região do Sistema Solar. Este corpo celeste é classificado como um cubewano. Ele possui uma magnitude absoluta de 6,5 e tem um diâmetro estimado com cerca de 221 km.

## Descoberta
2002 PE153 foi descoberto no dia 15 de agosto de 2002 pelos astrônomos M. J. Holman, J. J. Kavelaars, T. Grav e W. Fraser.

## Órbita
A órbita de 2002 PE153 tem uma excentricidade de 0,064 e possui um semieixo maior de 44,039 UA. O seu periélio leva o mesmo a uma distância de 41,234 UA em relação ao Sol e seu afélio a 46,843 UA.